# Idalino Monges

Idalino Monges (Areguá, 5 de junio de 1940 - 2 de agosto de 2025 ) fue un ex-futbolista paraguayo, que jugaba de defensor.
Es uno de los mayores ídolos de la historia de Independiente, donde jugó 173 partidos entre 1966 y 1970. 

## Biografía

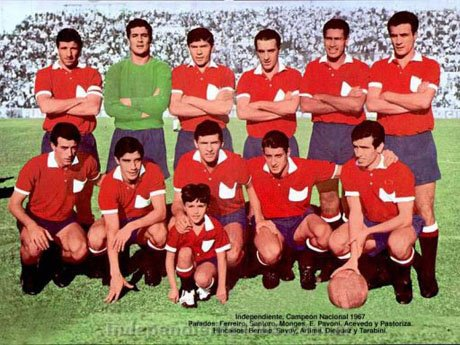
Independiente campeón argentino en 1967. Monges es el tercer jugador de pie, de izquierda a derecha.

Su fuerte era el juego aéreo donde nadie podía sacarle ventaja.Era un profesional con gran entrega y humildad.
Arribó a Argentina proveniente de Cerro Porteño, club donde jugó entre 1960 y 1965.En Paraguay comenzó en el Club Tapaicuá de Areguá su pueblo natal, a los 16 años de edad. Jugó profesionalmente en Libertad, desde donde pasó a Cerro Porteño. Integró la Selección Paraguaya, de la cual fue capitán. Juega la Selección Paraguaya un amistoso con Independiente y es allí donde El Rojo lo compra para reemplazar a Rubén Navarro "Hacha Brava". Llegó en 1966 para substituir Rubén Navarro, formando en sus cinco años en los Rojos dos sólidas duplas defensivas: con David Acevedo, en el equipo del Campeonato Nacional de 1967 y con Luis Garisto, en el Campeonato Metropolitano de 1970.De Independiente pasa a Cerro Porteño de Paraguay en el año 1971 donde juega la Copa Libertadores. En 1972 es comprado por el club Olimpia. En 1973 regresa a la Argentina rechaza ofrecimientos de Colombia y Méjico y decide retirarse contando con 33 años de edad.